# Stephanus Jacobus van Langen
Stephanus Jacobus van Langen (Leiden, 2 april 1758 – Breda, 27 maart 1847) was een Leidse lakenfabrikant en rooms-katholiek staatsman ten tijde van de Bataafse Republiek.
Hij was lid van zowel de eerste, de tweede en de Constituerende Vergadering. Hierna werd hij lid van het Uitvoerend Bewind.
Van Langen werkte mee aan het opstellen van enkele unitarische artikelen, die parlementslid Pieter Vreede in de constitutie opgenomen wilde zien. Aangezien er geen vooruitgang te bespeuren viel bij de totstandkoming van een ontwerp-grondwet, wilde Van Langen met een aantal getrouwen een staatsgreep plegen. Hiervoor werd steun gezocht bij graaf Paul Barras, het invloedrijke lid van het Franse Directoire, die tegen een hoog bedrag aan steekpenningen bereid bleek om zich in te zetten om het Directoire achter de staatsgreep te krijgen. Aangezien de uiteindelijke betaling moeilijkheden opleverde, ging Barras akkoord met een gedeeltelijke uitkering in natura. Van Langen trok daar profijt van, aangezien hij lakenhandelaar was. De staatsgreep vond uiteindelijk plaats op 22 januari 1798. Van Langen nam daarna zitting in het Uitvoerend Bewind. Na de staatsgreep van 12 juni 1798 werd hij gevangengenomen. Hij werd verdacht van ernstige onregelmatigheden in zijn geldelijk beheer ten tijde van zijn lidmaatschap van het Uitvoerend Bewind en werd opgesloten in het kasteel van Woerden. Zijn vrijlating volgde op 19 december dat jaar. Na zijn vrijlating bleek zijn fabriek geheel verlopen te zijn, waardoor hij geheel verarmd was. Onder koning Lodewijk Napoleon werd hem een jaargeld toegekend dat ook onder koning Willem I en koning Willem II nog werd uitbetaald.

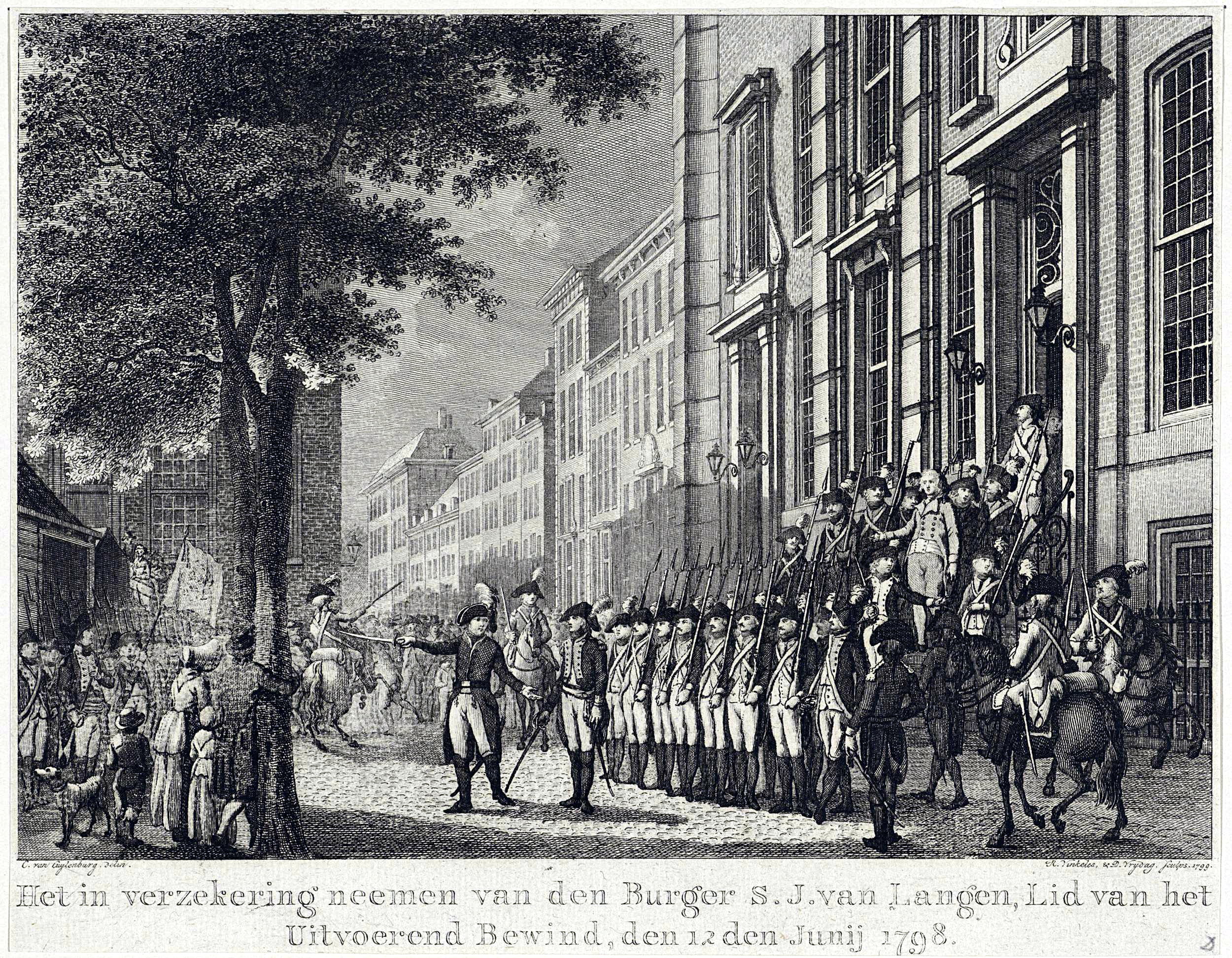
Arrestatie van Stephanus van Langen, lid van het Uitvoerend Bewind, door een detachement militairen vóór het Logement van Amsterdam aan het Plein te Den Haag,12 juni 1798. Op beschuldiging van zelfverrijking.

- Biografisch Portaal: 44499598
- Parlement.com: vg9fgopvv7zi